# 869
869 (DCCCLXIX) fue un año común comenzado en sábado según el calendario juliano, en vigor en aquella fecha.

## Acontecimientos
- 13 de julio: en Sendai (Japón) se registra un terremoto de 9,0 con tsunami y un saldo de 1000 muertos.

## Nacimientos
- Emperador Yōzei, de Japón.

## Fallecimientos
- 8 de agosto: Lotario II, rey de Lotaringia (la Francia media).